# Pietro Chiodini
Pietro Chiodini (Certosa di Pavia, Pavia, Llombardia, 27 de juliol de 1934 – Casalgrande, 28 d'agost de 2010) fou un ciclista italià, professional entre 1959 i 1964.
Com a amateur va prendre part en els Jocs del Mediterrani de 1955 que es disputaren a Barcelona, guanyant la medalla d'or en al cursa per equips, junt a Giorgio Godio i Adriano Zamboni.
Com a professional guanyà la Coppa Agostoni de 1960 i una etapa al Giro d'Itàlia de 1961.

## Palmarès
- 1955
  -  Medalla d'or en la cursa per equips dels Jocs del Mediterrani
- 1959
  - 1r a Cicognani
- 1960
  - 1r a la Coppa Agostoni
- 1961
  - Vencedor d'una etapa al Giro d'Itàlia

### Resultats al Giro d'Itàlia
- 1960. Abandona
- 1961. 69è de la classificació general. Vencedor d'una etapa
- 1963. Abandona

### Resultats a la Volta a Espanya
- 1962. Abandona